# Salinenkrebs
Der Salinenkrebs (Artemia salina), manchmal auch Salinkrebschen, Artemia oder Salzkrebs (Der Plural Salzkrebschen bezeichnet jedoch die übergeordnete Gattung), wird neben anderen Arten der Gattung Artemia in Zoohandlungen in Form von Frostfutter und „Eiern“ als Zierfischfutter verkauft. In natürlicher Umgebung ist er im Mittelmeerraum und angrenzenden Gebieten und im Süden Afrikas in salzigen Gewässern zu finden.
In Deutschland wurde der Salinenkrebs vor allem als Urzeitkrebs bekannt, da er unter diesem Namen seit Mitte der 1970er Jahre mehrfach als Gimmick (Beilage) von Jugendzeitschriften verkauft wurde. Die bekannteste Zuchtlinie dürfte „Artemia nyos“ sein, die unter dem Handelsnamen Sea-Monkey (wörtlich Meeres-Affe) vor allem in den USA vertrieben wird.
Im Handel werden regelmäßig nicht nur die Dauereier des Salinenkrebses, sondern auch die ähnlicher Artemia-Arten als Artemia salina bezeichnet.

## Biologie

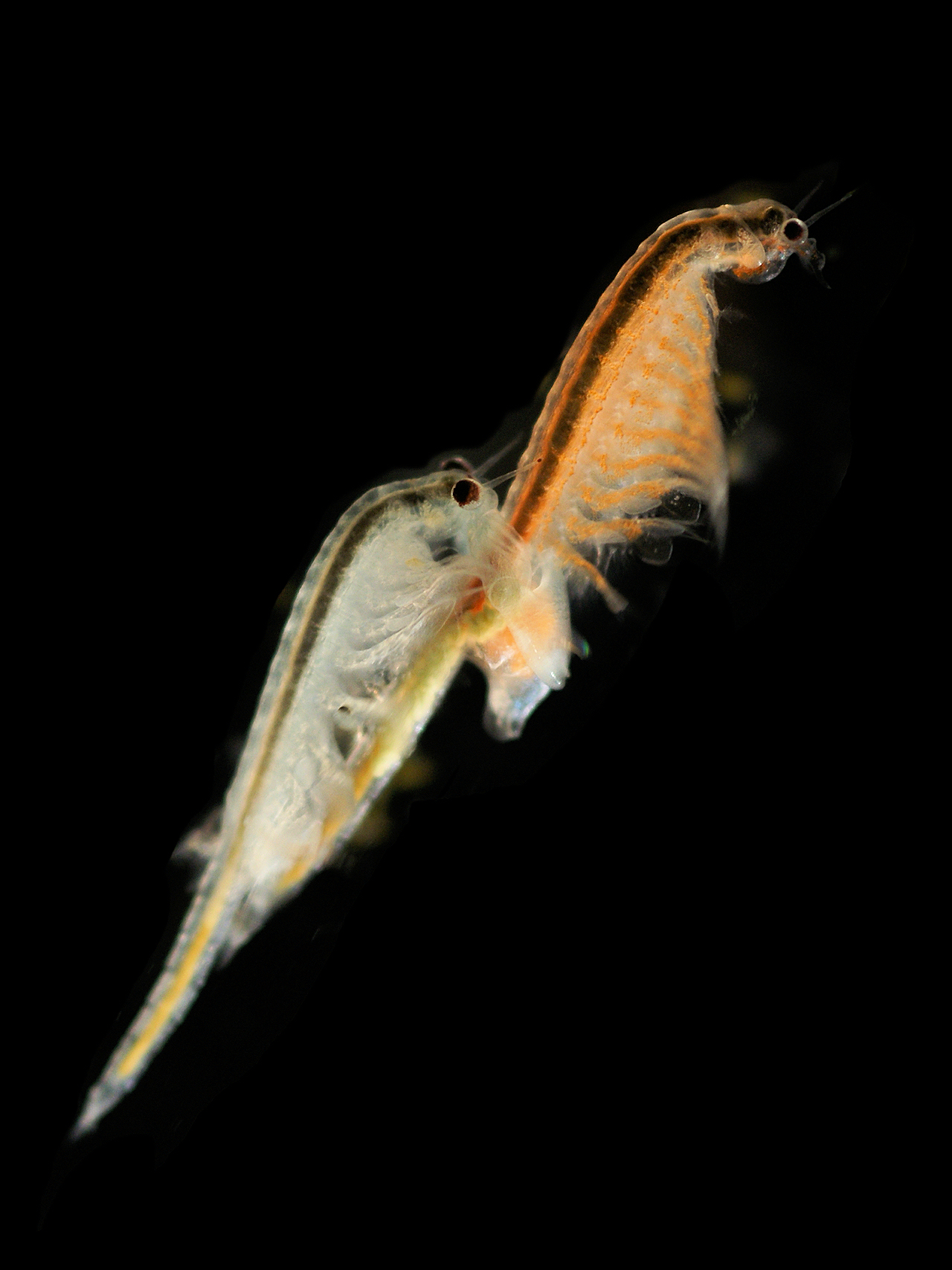
Die Farbe der Salinenkrebse ist abhängig von den Umweltbedingungen

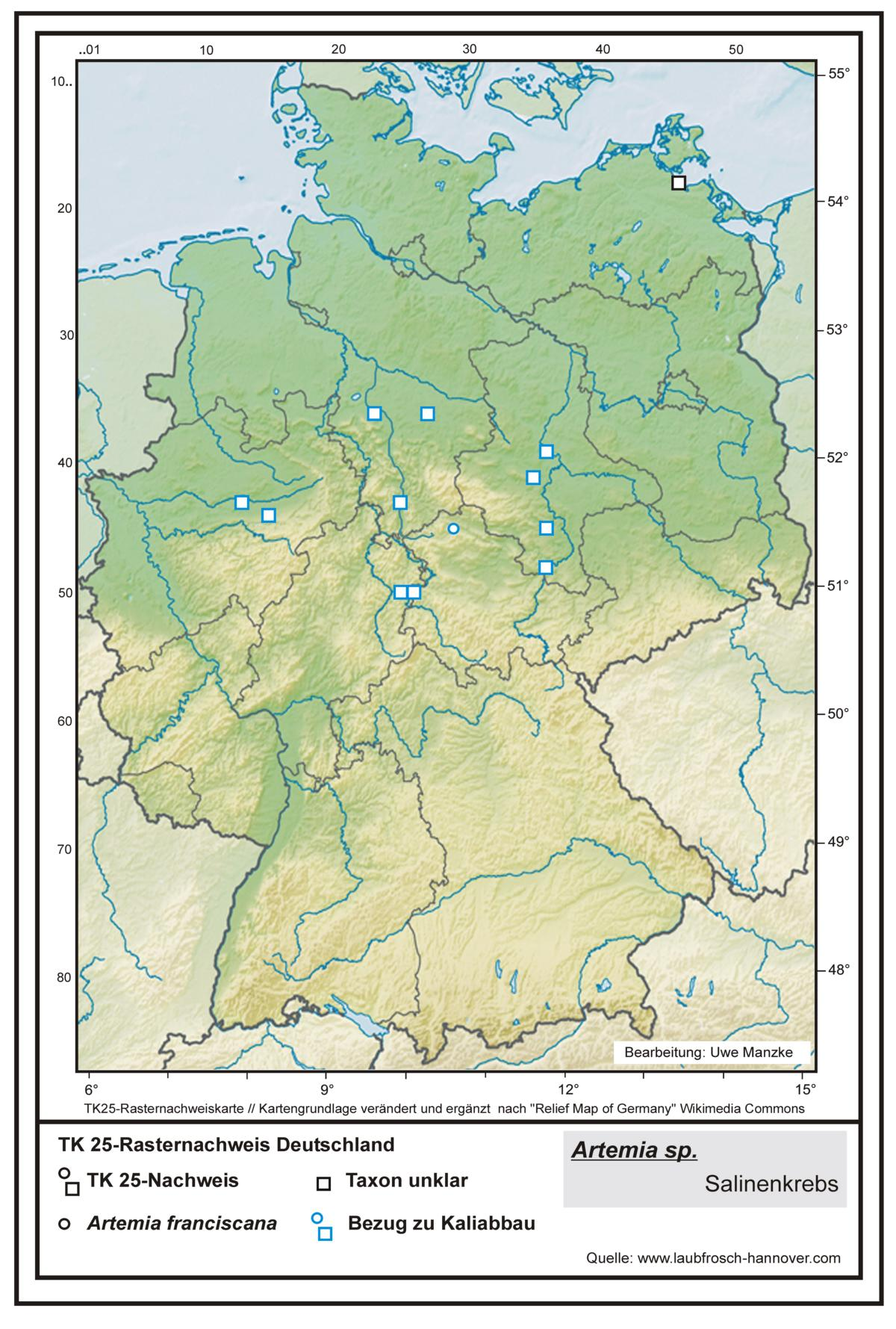
Rasternachweiskarte für Salinenkrebse in Deutschland; meist besteht ein Zusammenhang der Vorkommen mit Kaliabbau

Die Art lebt im Salzwasser und ernährt sich filtrierend von Algen und Nanoplankton.
Bei den Eiern handelt es sich tatsächlich um mehrzellige Zysten mit inaktivem Stoffwechsel (Kryptobiose). In diesem Zustand können sie auch in trockener und sauerstofffreier Umgebung mehrere Jahre überdauern. So geartete Eier werden von den Elterntieren nur dann freigesetzt, wenn sich der Salzgehalt erhöht, was das baldige Austrocknen des heimischen Salzsees ankündigt. Ansonsten legen die Salzkrebse Eier mit einer dünneren Schale. Diese Eier schlüpfen in kürzester Zeit, können jedoch Trockenheit nicht überstehen.
Die Artemia-Nauplien werden oft als Fischfutter verwendet. Sie schlüpfen durch Einlegen der Eier in salziges Wasser je nach Temperatur nach 12 bis 36 Stunden und können im Laufe eines Monats bis zu einer Länge von einem Zentimeter heranwachsen. Ein bis zwei Teelöffel Meersalz auf einen Liter Wasser ergibt eine günstige Salzkonzentration. Bezüglich der Salinität sind die Tiere jedoch relativ tolerant. Die Nauplien können mit Algen oder ersatzweise Trockenhefe ernährt werden.
Je nach Salzgehalt und Futter kann sich die äußere Erscheinungsform (Morphologie) ändern.
Salinenkrebse werden 1–2 Zentimeter groß und können mehrere Monate leben.

## Zuchtlinie „Artemia nyos“

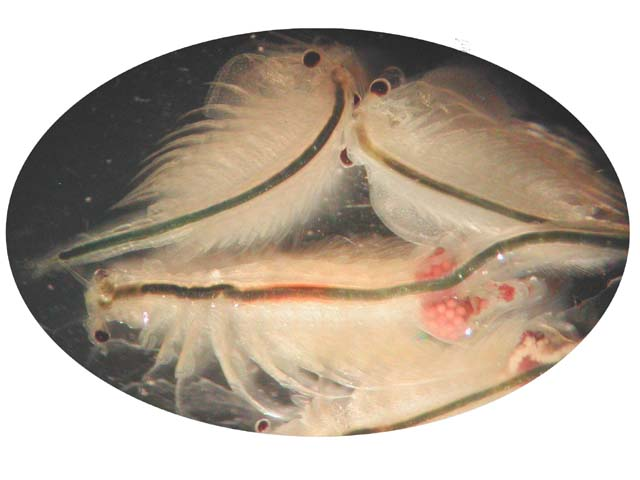
Salinenkrebschen, eines davon mit Eiern

„Artemia nyos“ ist der Handelsname einer besonders widerstandsfähigen Zuchtlinie von Krebstieren der Art Salinenkrebse des Züchters Harold von Braunhut aus New York, die seit 1960 unter dem Warennamen „Sea-Monkey“ vertrieben wird. Dieser Handelsname ist vor allem in den USA weit verbreitet. Die Zuchtlinie selbst ist kommerziell verfügbar und wird für Forschungszwecke, als Tierfutter (Aquaristik) und zu Freizeit- und Lehrzwecken verwendet. Der Namensteil „nyos“ ist eine Abkürzung für New York Ocean Science Laboratory, in dem die Zuchtlinie entstanden sein soll.

## Trivia
Sea-Monkeys wurden in den 1970er-Jahren regelmäßig via Kleinanzeigen in Comics und Heftromanen als „Phantastische Unterwassermännlein“  vertrieben. Vor allem in den 1980er- und 1990er-Jahren wurden sie für Kinder, als „Urzeitkrebse“ bezeichnet, mehrere Male Yps-Comic-Heften und ab 1994 den Micky-Maus-Magazinen beigepackt und beworben. In jüngster Zeit sind sie als Bestandteil von Experimentierkästen im Handel erhältlich.

## Gefährdung
In Deutschland gilt die Art Artemia salina als extrem selten und vom Aussterben bedroht. Zwar gibt es immer wieder vereinzelte Funde von Salzkrebsen in Binnengewässern, die sich manchmal längere Zeit halten und fortpflanzen können. Allerdings handelt es sich dabei vermutlich fast immer um ausgesetzte Zuchttiere wie die „Urzeitkrebse“ der erwähnten Zuchtlinie „Artemia nyos“. Diese gehören vermutlich außereuropäischen Arten an, vor allem der nordamerikanischen Artemia monica (bis 2021 als Artemia franciscana bekannt); in einigen Fällen ist dies nachgewiesen. Dies gilt für mindestens vier von zwölf seit 1900 nachgewiesenen Vorkommen, möglicherweise für mehr. Ob Artemia salina in Deutschland überhaupt noch vorkommt, ist also unklar.